# Jens Hegeler
Jens Hegeler (Köln, 1988. január 22. –) német labdarúgó, a Bristol City FC középpályása.

## Pályafutása
Karrierjét 1993-ban az SV Westhoven csapatában kezdte, két év múlva igazolt az SpVgg Porzba. Három évvel később hagyta el a Porzot, amikor az 1. FC Köln 1998-ban felfedezte. Hat évig játszott az 1. FC ifjúsági csapatában, majd az oberligás Yurdumspor Kölnbe igazolt. Egy év múlva elhagyta Kölnt és a VfL Leverkusen játékosa lett. 2006 júniusában a Bayerbe igazolt. 2009. január 7-én a 2009–10-es szezon végéig kölcsönadták az FC Augsburgnak. 2010 júliusában két szezonra az 1. FC Nürnbergbe került kölcsönbe. Hegeler a sikeres Nürnberg kulcsjátékosa lett, a szezon mind a 34 meccsén pályára lépett. A 2012–13-as szezon elején visszatért a Leverkusenbe.
2013. október 2-án Hegeler egy hosszabbításban lőtt szabadrúgásgóllal biztosította be a Bayer Real Sociedad elleni 2–1-es győzelmét a Bajnokok Ligájában.

### Hertha BSC
2014. május 8-án hároméves szerződést írt alá a Hertha BSC-vel. A berlini csapat 700 000 eurót fizetett érte.

## Válogatottban
2009. augusztus 11-én mutatkozott be a német U21-es labdarúgó-válogatottban. Rainer Adrion szövetségi edző 31 percet adott neki a Törökország elleni barátságos mérkőzésen. Ezen a találkozón kívül másik 3 alkalommal játszott nemzeti színekben. Szlovénia 3–0-s legyőzésekor mindhárom gól előtt ő adta a gólpasszt.

## Statisztikák

### Klubcsapatban
| Szezon      | Klub             | Ország        | Bajnokság | Kupa | Európa            | Válogatott ( Németország) |
| ----------- | ---------------- | ------------- | --------- | ---- | ----------------- | ------------------------- |
| 2007 - 2008 | Bayer Leverkusen | Bundesliga    | 1         | -    | -                 | -                         |
| 2008 - 2009 | Bayer Leverkusen | Bundesliga    | 2         | 1    | -                 | -                         |
| 2008 - 2009 | FC Augsburg      | 2. Bundesliga | 11        | -    | -                 | -                         |
| 2009 - 2010 | FC Augsburg      | 2. Bundesliga | 24/1      | 6    | -                 | -                         |
| 2010 - 2011 | FC Nürnberg      | Bundesliga    | 34/3      | 4    | -                 | -                         |
| 2011 - 2012 | FC Nürnberg      | Bundesliga    | 31/1      | 3    | -                 | -                         |
| 2012 - 2013 | Bayer Leverkusen | Bundesliga    | 27/3      | 2/1  | 6/1 (Európa-liga) |                           |

| 2014- | Hertha Berlin | Bundesliga | 0/0 |

## Sikerei, díjai
- 2007: Német ifjúsági A-bajnok

## Fordítás
Ez a szócikk részben vagy egészben  a   Jens Hegeler című angol Wikipédia-szócikk ezen változatának fordításán alapul.  Az eredeti cikk szerkesztőit annak laptörténete sorolja fel. Ez a jelzés csupán a megfogalmazás eredetét és a szerzői jogokat jelzi, nem szolgál a cikkben szereplő információk forrásmegjelöléseként.